# Вичини (село)
Вичи́ни (укр. Вічині) — село в Доросиневской сельской общине Луцкого района Волынской области Украине.
До 2020 года входило в Рожищенский район.
Код КОАТУУ — 0724580801. Население по переписи 2001 года составляет 475 человек. Почтовый индекс — 45134. Телефонный код — 3368. Занимает площадь 1,94 км².